# Oberschütze

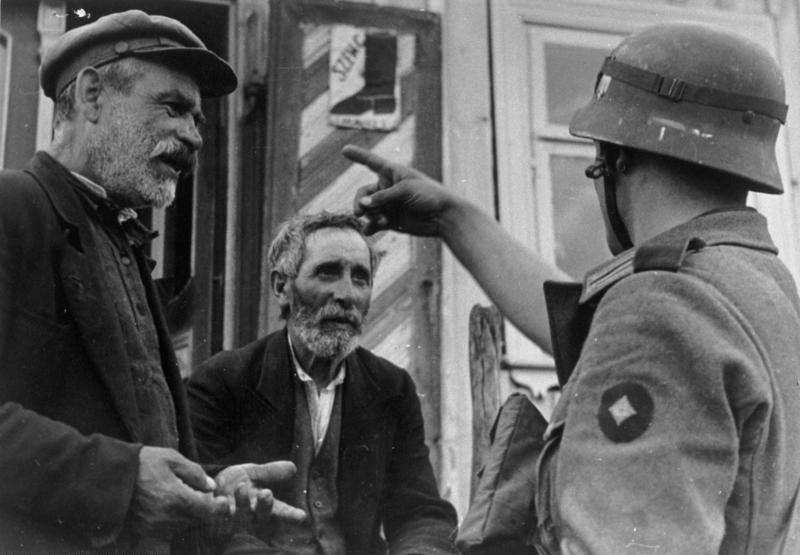
Wehrmachts-Oberschütze, Juni 1941, mit dem 1936 eingeführten Rangstern auf dem linken Oberarm

Der Oberschütze (kurz: OSchtz auch OS) war bis 1945 in deutschsprachigen Streitkräften eine Rangbezeichnung für eine Mannschaftsdienststellung. Erstmals verwendet wurde sie in der Bayerischen Armee im 19. Jahrhundert.

## Anwendung
Im Heer des deutschen Kaiserreichs war der Dienstgrad noch unbekannt. Er wurde mit Verfügung vom 6. Dezember 1920 in der Reichswehr eingeführt. Der Sammelbegriff lautete Obersoldat. Der konkrete Dienstgrad setzte sich aus dem Vorsatz Ober- und der Bezeichnung des jeweils untersten Rangs zusammen: Oberkanonier, Oberpionier, Oberreiter usw. Ausnahmen waren der Oberschütze (Infanterie und Jäger) sowie der Sanitätsobersoldat.
Entsprechend wurde der Dienstgrad auch in der Wehrmacht geführt. Zwischen dem 1. Oktober 1934 und dem 1. Oktober 1936 waren Neubeförderungen ausgesetzt, wurden dann aber bis 1945 fortgesetzt. Den Rang übernahm von 1940 bis 1945 auch die Waffen-SS, unter der Bezeichnung SS-Oberschütze. 
In der Reichsmarine bzw. Kriegsmarine entsprach ihm bis zum 31. Dezember 1936 der Obermatrose. Dieser rangierte anschließend mit dem Gefreiten, in den er schließlich zum 1. April 1938 umbenannt wurde (und mit dem er bereits in der Kaiserlichen Marine gleichgestanden hatte).
Nach 1945 führten den Rang weder die Bundeswehr noch die Nationale Volksarmee.

## Ranggefüge und Abzeichen
Der Oberschütze war im übertragenen Sinne ein „Obersoldat“, daher eine Dienststellung und kein eigener Dienstgrad. Entsprechend der betreffenden Teilstreitkraft, Waffengattung, Spezialtruppe oder Verwendung war das Äquivalent zum Oberschützen:
- Oberfahrer
- Oberfunker
- Obergrenadier (ab 1942)
- Oberkanonier
- Oberpionier
- Sanitätsobersoldat
- SS-Oberschütze etc.
- nicht aber Oberjäger (dieser stand im Rang des Unteroffiziers, darum auch bei den Jägern „Oberschütze“)

Eine Beförderung zum Oberschützen war nach Dienstzeiten von sechs Monaten bis zu einem Jahr möglich. Soldaten, die für eine Beförderung zum Gefreiten vorgesehen waren, übersprangen den Rang Oberschützen regelmäßig.
Rangabzeichen bis 1945
| Kragenspiegel | Schulterklappen | Ärmelabzeichen (linker Oberarm, ab 1.1.1921) | Ärmelabzeichen (linker Oberarm, ab 1.10.1936) | Waffenfarbe (hier Infanterie) | Rangbezeichnung | Äquivalent            |
|               |                 |                                              |                                               | Weiß                          | Oberschütze     | siehe Aufzählung oben |

| Dienstgrad         |                            |                  |
| niedriger: Schütze | Oberschütze/Dienststellung | höher: Gefreiter |